# Banque d'État du Vietnam
La Banque d'État du Viêt Nam (en vietnamien : Ngân hàng Nhà nước Việt Nam) est la banque centrale du Viêt Nam. Elle a été créée le 6 mai 1951, par un décret du président Hồ Chí Minh. Elle détient actuellement une participation d'environ 65 % de VietinBank, la plus grande banque cotée du pays de par son capital.

## Histoire

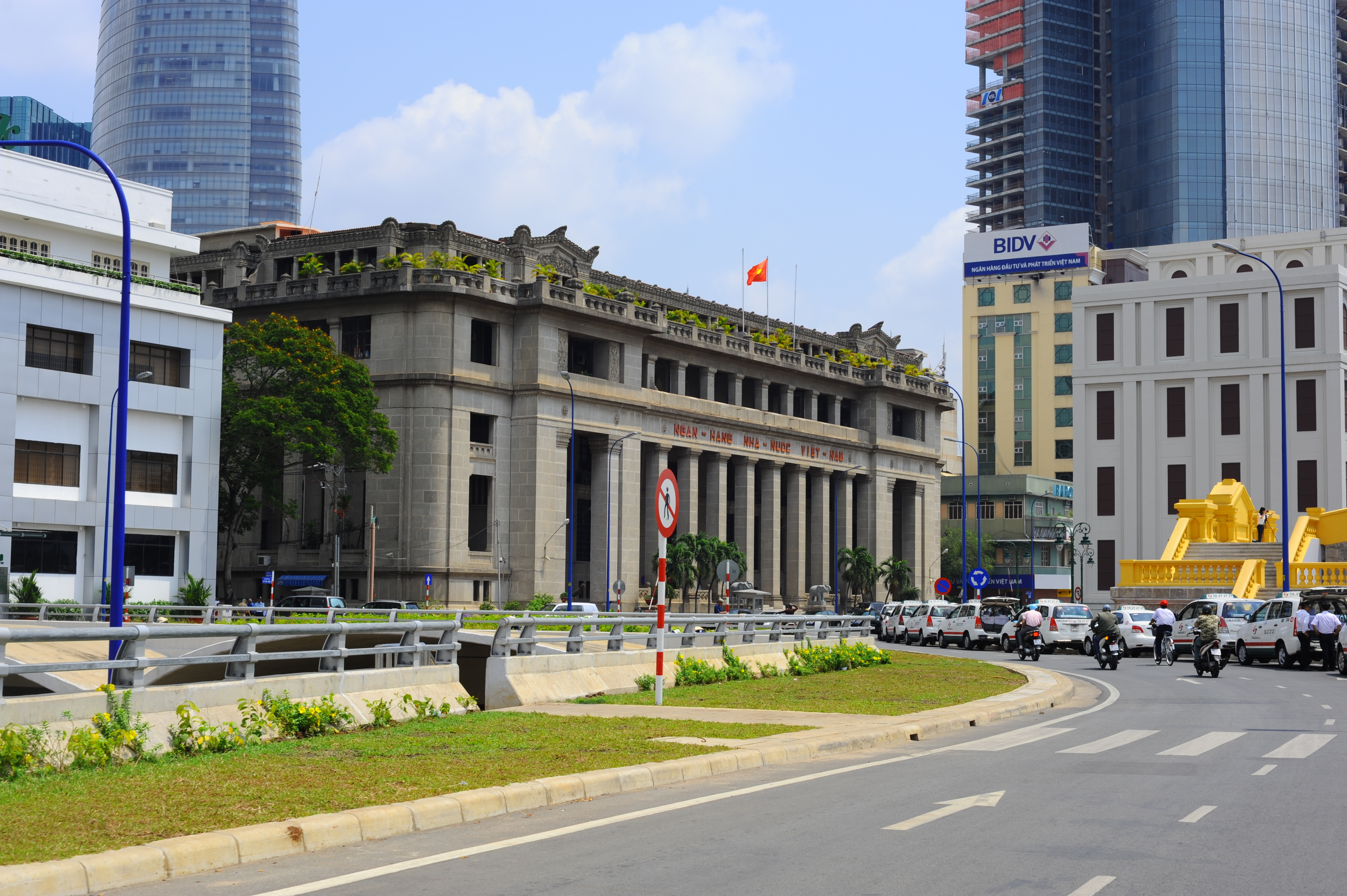
La banque du Viêt Nam dans l'ancien bâtiment de la banque d'Indochine à Hô-Chi-Minh-Ville.

Le bâtiment, achevé en 1887, abritait auparavant la principale succursale de la Banque de l'Indochine.
A l'époque de l'indochine française, le gouvernement colonial gouvernait le système monétaire indochinois par le biais de la Banque d'Indochine, qui agissait également comme banque commerciale en Indochine française.
Après la révolution d'août de 1945, le gouvernement de la République démocratique du Vietnam a tenté de mette en place un système monétaire indépendant de la France, le dong nord-vietnamien.
Le 6 mai 1951, le président Hồ Chí Minh signe le decret 15/SL établissant la  Banque d'État du Viêt Nam (Ngân hàng Quốc gia Việt Nam).
Après la chute de Saïgon, les deux Vietnams se sont réunis, mais ce n’est qu’en juillet 1976 que les administrations et institutions des deux pays se sont unies.
En juillet 1976, la Banque nationale du Vietnam (la banque centrale de la République du Vietnam) a été fusionnée avec la Banque d'État du Viêt Nam.
À l'époque de la libéralisation de Doi moi, le système bancaire du Vietnam a été réformé. De nouvelles banques ont été créées, à commencer par la Banque industrielle et commerciale du Vietnam et la Banque vietnamienne pour l'agriculture en 1988, et le rôle de la Banque d'État s'est progressivement réduit à celui de banque centrale.

## Gouverneurs
Le gouverneur de la banque nationale est membre du Gouvernement du Viêt Nam.
| Rang | Nom               | Mandat      |     | Rang            | Nom         | Mandat |
| ---- | ----------------- | ----------- | --- | --------------- | ----------- | ------ |
| 1er  | Nguyễn Lương Bằng | (1951-1952) | 11e | Lê Đức Thúy     | (1999-2007) |        |
| 2e   | Lê Viết Lượng     | (1952-1964) | 12e | Nguyễn Văn Giàu | (2007-2011) |        |
| 3e   | Tạ Hoàng Cơ       | (1964-1974) | 13e | Nguyễn Văn Bình | (2011-2016) |        |
| 4e   | Đặng Việt Châu    | (1974-1976) | 14e | Lê Minh Hưng    | (2016-2020) |        |
| 5e   | Hoàng Anh         | (1976-1977) | 15e | Nguyễn Thị Hồng | (2020- )    |        |
| 6e   | Trần Dương        | (1978-1981) |     |                 |             |        |
| 7e   | Nguyễn Duy Gia    | (1981-1986) |     |                 |             |        |
| 8e   | Lữ Minh Châu      | (1986-1989) |     |                 |             |        |
| 9e   | Cao Sỹ Kiêm       | (1989-1997) |     |                 |             |        |
| 10e  | Nguyễn Tấn Dũng   | (1998-1999) |     |                 |             |        |

## Controverses et affaires de corruption
L'ancien Premier ministre, Nguyễn Tấn Dũng, était gouverneur de la banque alors qu'il occupait le poste de vice-Premier ministre principal, avant de confier ce poste à Le Duc Thuy. En 2007, l'acquisition du palais présidentiel par le gouverneur Le Duc Thuy, qui avait acquis une maison appartenant à la banque pour un dixième de sa valeur marchande, a suscité une controverse. Le gouvernement a mis fin à la transaction lorsque les médias ont rapporté l'acquisition. La qualité d'impression des nouveaux billets de banque en polymère đồng a été critiquée.
En 2024, un ancien fonctionnaire de la Banque d'État du Vietnam, accusé d'avoir accepté 5,2 millions de dollars de pots-de-vin, a été jugé en lien avec l'arrestation de Trương Mỹ Lan en 2022 et la quasi-faillite de la Sai Gon Joint Stock Commercial Bank.